# 普里西娅·尼厄托
普里西娅·尼厄托（法語：Priscilla Gneto，1991年8月3日—），法国女子柔道运动员，2012年夏季奥林匹克运动会女子52公斤级铜牌得主、2018年地中海运动会女子57公斤级铜牌得主、2019年欧洲运动会混合团体铜牌得主。